# Casa Morera
Casa Morera és una casa de Lleida protegida com a bé cultural d'interès local.

## Descripció
Habitatge entre mitgeres, de planta baixa i quatre pisos, amb una llum molt petita -quatre metres- i d'alçada reduïda. La façana presenta una organització de les obertures que rep tota la importància donat l'estretor de l'edifici. Al primer pis un balcó tancat forma també la balustrada del balcó del segon pis, en aquest cas obert. Els emmarcaments donen moviment a una decoració molt mixtilínia, típica del modernisme. Un ràfec ben sobresortit corona la façana.

## Història
El nom de la casa és degut al fet que el poeta Magí Morera i Galícia hi va residir. S'ha intervingut als baixos, desfigurant la seva composició formal.